# Sport Club Marsala 1949-1950
Questa pagina raccoglie i dati riguardanti lo Sport Club Marsala nelle competizioni ufficiali della stagione 1949-1950.

## Stagione
Nella stagione 1949-1950 il Marsala Calcio disputò il campionato di Serie C, raggiungendo il 15º posto.

## Divise
I colori sociali del Marsala Calcio sono l'azzurro ed il bianco.
| Casa | Trasferta |

## Rosa
| N. |                   | Ruolo | Calciatore      |
| -- | ----------------- | ----- | --------------- |
| 1  | Italia (bandiera) | P     | Ricca           |
|    | Italia (bandiera) | D     | Bertini         |
|    | Italia (bandiera) | D     | Guido           |
|    | Italia (bandiera) | D     | Rosario Lazzara |
|    | Italia (bandiera) | D     | A. Lionetti     |
|    | Italia (bandiera) | D     | Giuseppe Rubino |
|    | Italia (bandiera) | C     | Bartolomei      |
|    | Italia (bandiera) | C     | Mario Galassi   |

| N. |                   | Ruolo | Calciatore         |
| -- | ----------------- | ----- | ------------------ |
|    | Italia (bandiera) | C     | Armando Longhi     |
|    | Italia (bandiera) | C     | Roberto Oselladore |
|    | Italia (bandiera) | C     | Ziletti            |
|    | Italia (bandiera) | A     | B. Bianco          |
|    | Italia (bandiera) | A     | Stanganelli        |
|    | Italia (bandiera) | A     | Oliviero Zega      |